# Eciton drepanophorum
Eciton drepanophorum é uma espécie de formiga do gênero Eciton.